# Большое Аксаково
Большо́е Акса́ково (баш. Оло Аксаков) — село в Стерлитамакском районе Республики Башкортостан Российской Федерации. Входит в состав Подлесненского сельсовета.

## География

### Географическое положение
Расстояние до:
- районного центра (Стерлитамак): 26 км,
- центра сельсовета (Подлесное): 5 км,
- ближайшей ж/д станции (Стерлитамак): 26 км.

## История
Основатель деревни — Тимофей Степанович Аксаков, отец писателя С. Т. Аксакова. Тимофей Степанович, купивший в 1792 г. земли у башкир Минской волости по речке Месейле. Стерлитамакский краевед В. Л. Назаров приводит устное предание, согласно которому первыми жителями Пестровки были крестьяне, переселенные из Симбирской губернии в 1802 г. С 1814 г. владельцем деревни стала дочь Т. С. Аксакова Надежда Тимофеевна Карташевская. В 1811 г. в Пестровке проживало 209 крестьян и 10 дворовых людей.
В начале XIX в. в деревне был построен усадебный дом, в котором останавливался восемнадцатилетний С. Т. Аксаков при посещении стерлитамакского имения отца. Дом этот сгорел в 1865 г. В середине XIX века владельцем имения становится сын Н. Т. Карташевской Яков Григорьевич (1822—1895), а после него — внучатый племянник писателя Дмитрий Андреевич Маркович (1863—1917). При Д. А. Марковиче в Пестровке была построена (земством при содействии барина, предводителя уездного дворянства) трехклассная школа для крестьянских детей, действовала также и ремесленная школа. В начале 1870-г гг. был построен новый усадебный дом, просуществовавший вплоть до 1967 г. Сейчас же сохранились лишь развалины кирпичных строений первого этажа.
В списках Населенных Мест Российской Империи от 1877 г. указывается как деревня Пёстровка (Большое Аксаково) Стерлитамакского уезда, состоит из 104 дворов с населением 379 мужчин и 405 женщин. Промышленность, помимо земледелия и скотоводства, состоит из винокуренных, маслобойных и поташных заводов, а также пчеловодства, пилки леса (лесозаготовка), делания саней, колес и ободьев.
В 1920 году в д. Пёстровке (Большое Аксаково) проживало 1200 жителей в 201 дворе, самое большое количество за всю историю населенного пункта.
Село Пёстровка переименовано в Большое Аксаково в честь 200-летия С. Т. Аксакова в 1992 г.

## Население
| 1877 | 1920  | 2002 | 2009 | 2010 |
| ---- | ----- | ---- | ---- | ---- |
| 784  | ↗1200 | ↘200 | ↘187 | ↘163 |

Национальный состав
Согласно переписи 2002 года, преобладающие национальности — русские (49 %), чуваши (36 %).

## Известные уроженцы
- Герасимов, Иван Александрович (8 августа 1921 — 4 июня 2008) — советский военачальник, генерал армии (1977), политический деятель Украины, народный депутат Украины (2002—2008), Герой Украины (1999)[7][8].
- Евстигнеев, Александр Семёнович (27 августа 1894 — 20 января 1945) — участник Великой Отечественной войны, Герой Советского Союза (1945)[9][10].